# Alan M. Smith
Alan Martin Smith, född 2 november 1962 i Bromsgrove (nu i West Midlands), är en engelsk fotbollsspelare.
Alan Smith var centerforward i Leicester City innan han värvades av Arsenal för 850 000 pund i maj 1987. Med Arsenal vann han ligan 1989 och 1991, FA-cupen och Ligacupen 1993 samt Cupvinnarcupen 1994. 1989 gjorde han 23 mål och blev ligans bäste målskytt. I Cupvinnarcupen 1994 gjorde han matchens enda mål i finalen mot Parma.
Totalt gjorde Smith 115 mål på 345 matcher för Arsenal, innan han tvingades avsluta karriären 1995 på grund av skada. Med engelska landslaget gjorde han två mål på 13 matcher.
Efter spelarkarriären har Smith kommenterat fotboll på Sky Sports samt skrivit krönikor i tidningen The Daily Telegraph.